# Râul Șerpoaica
Râul Șerpoaica este un curs de apă, afluent al râului Valea Stânei. 

## Hărți
- Munții Bucegi  Arhivat în 28 mai 2008, la Wayback Machine.
- Harta Munții Bucegi
- Harta Munții Bucegi
- Harta județului Prahova